# Ligue des sociaux-démocrates de Hong Kong
Pour les articles homonymes, voir LSD (homonymie).
La Ligue des Sociaux-Démocrates (chinois traditionnel : 社會民主連線, abréviation: 社民連) ou LSD est un parti politique radical pro-démocratie hongkongais. Son objectif déclaré est de « prendre une position claire pour défendre les intérêts du peuple ». Il est considéré comme un parti social-démocrate, et ses membres fondateurs comprennent « Long Hair » Leung Kwok-Hung et d'anciens membres du Parti démocrate, comme Andrew To et le député Albert Chan.

## Relations avec les partis pro-démocratiques
Depuis la participation à l'élection du chef de l'exécutif Alan Leong, la Ligue des sociaux-démocrates a refusé de coopérer avec le Parti démocrate et le Parti civique. Dans l'élection du comité électoral, la Ligue des sociaux-démocrates a refusé de nommer un candidat en protestation à, selon eux, une «élection oligarchique».
Fin de décembre 2007, le vice-président du parti, Lo Wing-lok, a démissionné après une controverse sur l'absence de documentation sur la location du siège du parti. Selon Lo, ce local appartenait à un membre de la triade qui prétendait être un marchand.

## Notes et références

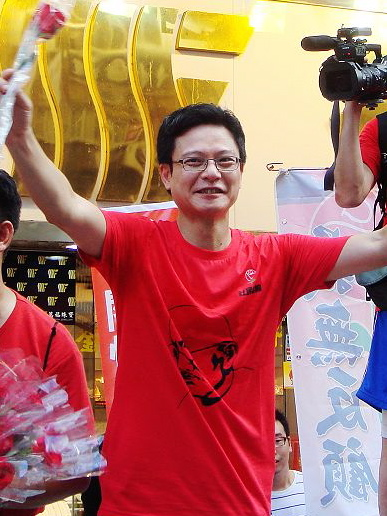
Andrew To, le président